# Danh sách nhóm nhạc thần tượng Hàn Quốc

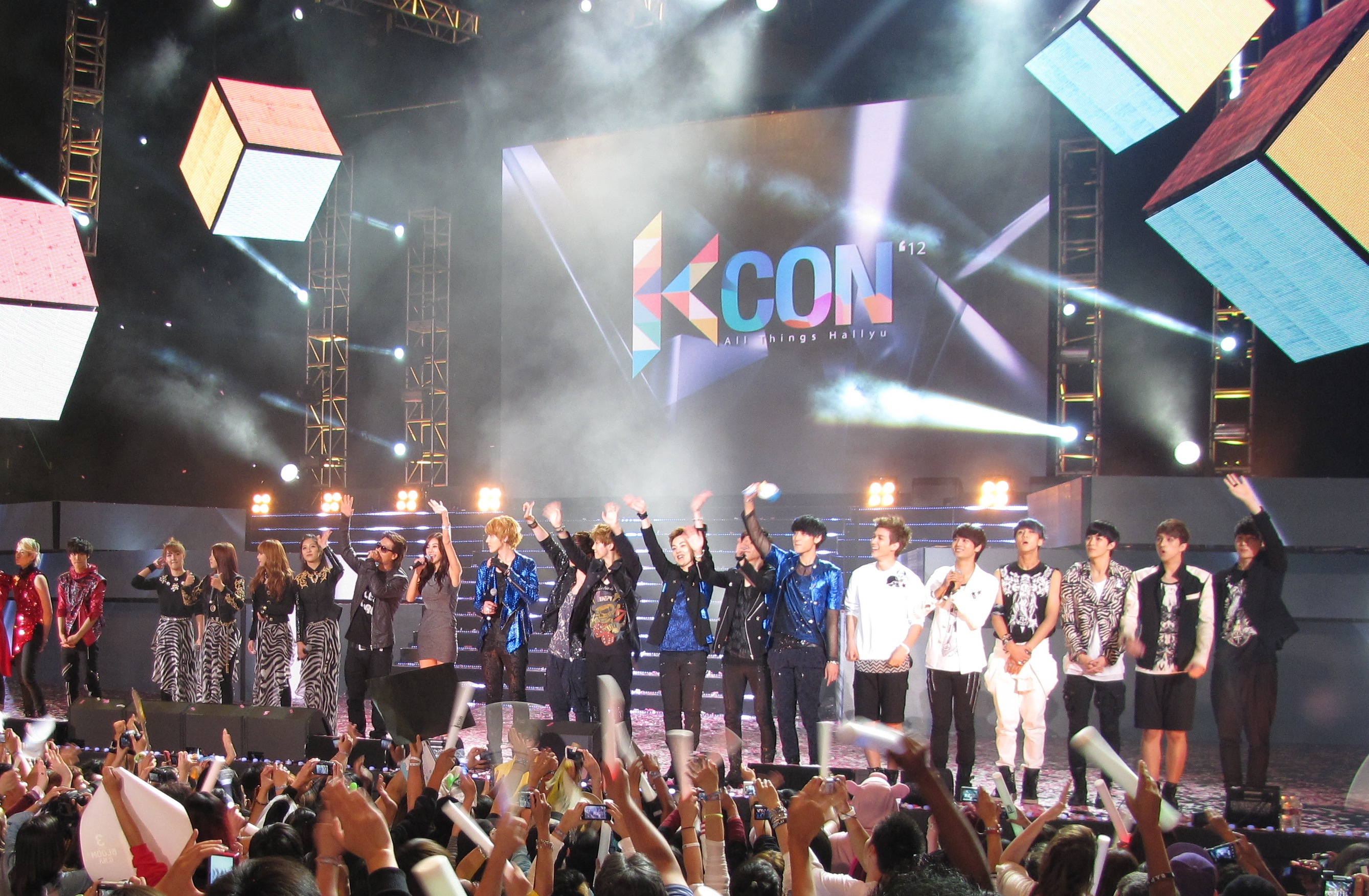
Một số nhóm nhạc thần tượng Hàn Quốc tại lễ hội âm nhạc thường niên KCON - được tổ chức lần đầu vào năm 2012.

Dưới đây là danh sách các nhóm nhạc thần tượng của Hàn Quốc. Danh sách bao gồm các nhóm nhạc nam và nữ, xếp theo năm ra mắt. Các nhóm nhạc thần tượng ở Hàn Quốc bắt đầu xuất hiện sau thành công của nhóm Seo Taiji and Boys (ra mắt năm 1992) - được xem là bước ngoặt trong lịch sử nhạc pop Hàn Quốc. 2012 là năm kỷ lục của làng K-pop xét theo số nghệ sĩ tân binh: 33 nhóm nhạc nam và 36 nhóm nhạc nữ ra mắt.